# 哈弗尔河畔菲尔斯滕贝格
哈弗尔河畔菲尔斯滕贝格（德語：Fürstenberg/Havel），通称菲尔斯滕贝格（德語：Fürstenberg，發音：[ˈfʏʁstn̩ˌbɛʁk] ⓘ），是德国勃兰登堡州上哈弗尔县的城市，面积213.85平方千米，2023年12月31日人口为5,739人。